# 新塞梅尼夫卡 (海尼切斯克區)
46°37′46″N 34°37′51″E / 46.62944°N 34.63083°E
新塞梅尼夫卡（烏克蘭語：Новосеменівка）是位於烏克蘭南部的村莊，由赫爾松州海尼切斯克區的伊萬尼夫卡市鎮負責管轄。該村始建於1897年，面積43平方公里，海拔高度31米，2001年人口590，人口密度每平方公里13.7人。